# 汤加冢雉
汤加塚雉 （学名：Megapodius pritchardii）又名波利尼西亚塚雉、紐阿福歐塚雉，是一种分布于汤加的塚雉。学名种加词是为了纪念英国探险家威廉·托马斯·普里查德。

## 分布与栖息地
汤加塚雉是人类到来前生活在斐济的五种塚雉中唯一幸存下来的物种，也是波利尼西亚唯一现存的塚雉。相似的灭绝事件也发生在斐济和新喀里多尼亚，人类到来前，这两个国家有三种塚雉存在。汤加塚雉本身也曾经有着更广泛的分布范围，它们曾经生活在汤加、萨摩亚和纽埃的大部分地区。但随着人类的到来，在人类的狩猎和人类带来的入侵物种的捕杀下，塚雉在波利尼西亚的各个岛屿上逐渐消失了。
由于地理偏远、人烟稀少，紐阿福歐島成为了波利尼西亚最后有塚雉幸存的地区。目前这些汤加塚雉在人类的严格保护下得以延续种群。
其自然栖息地是热带潮湿的低地森林。在纽阿福欧岛上，汤加塚雉在中央火山口最为常见。与其他所有塚雉一样，汤加塚雉不会坐在卵上孵蛋；相反，该物种将卵埋在温暖的火山砂和土壤中，通过火山地热进行孵化。在曾经有所分布的、没有火山的岛屿上，这种鸟可能会收集并堆放腐烂的植被，通过植物的分解产热孵蛋。 幼鸟在孵化后不久就会拥有飞行能力。

## 保育状况

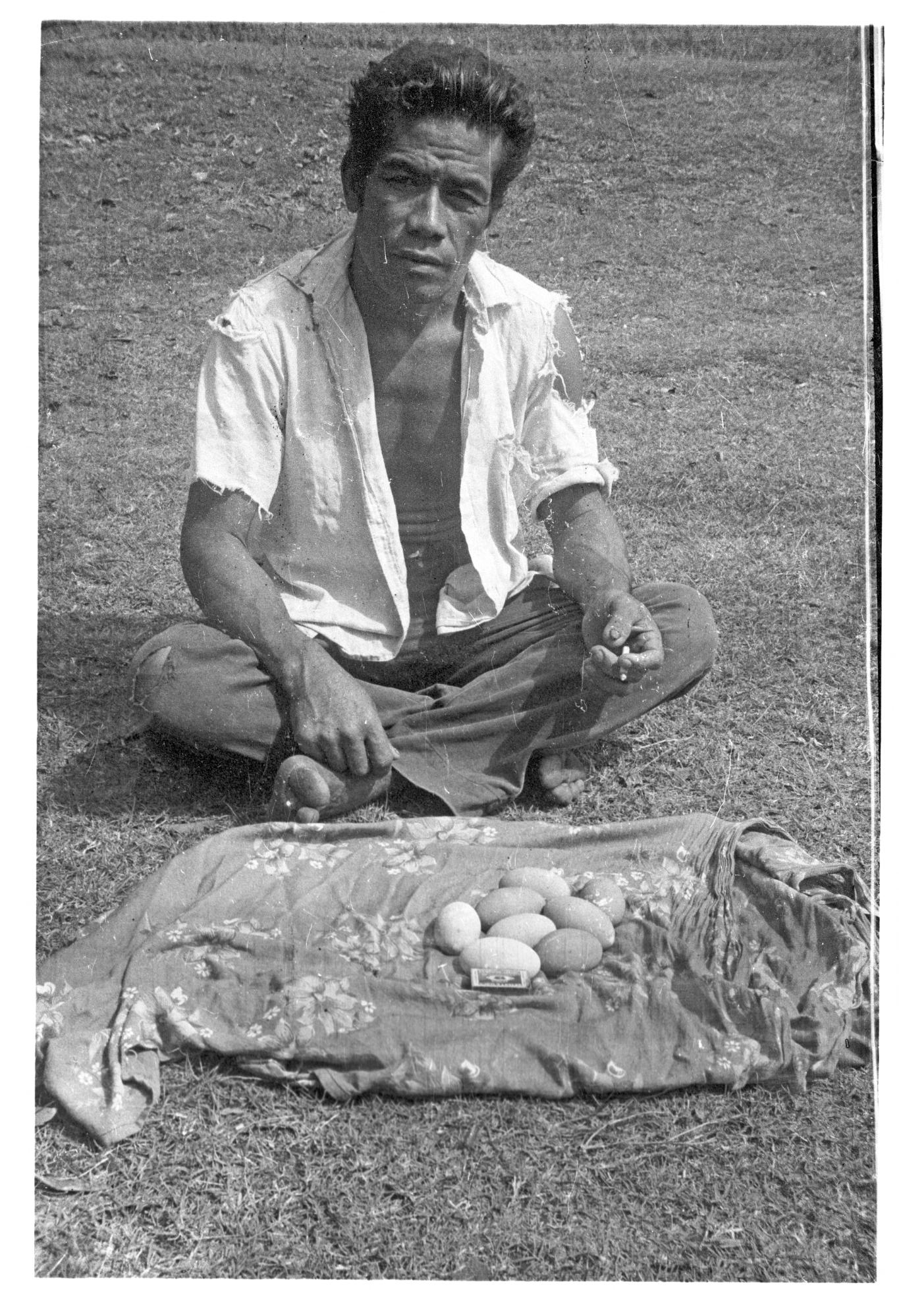
1967年在维拉希湖收集的汤加塚雉卵

汤加塚雉受到的威胁与导致其在波利尼西亚其他地区衰落的威胁相同。尽管理论上这种鸟受到政府保护，但当地人仍然会去收集它的蛋，甚至会捕猎其成鸟。由于其栖息地较为偏远，人类难以到达，该物种显然得到了一些保护。由于单一种群的脆弱性，有人试图将这个物种的卵转移到其他岛屿(拉特岛和佛努阿雷島）进行易地保护。佛努阿雷岛的易地保护较为成功，现在岛上估计有350-500只繁殖个体，但随后对 Late 的调查发现那里的易地保护失败了。